# Lady of the Pavements
Lady of the Pavements is een Amerikaanse dramafilm uit 1929 onder regie van D.W. Griffith. De film werd destijds in Nederland uitgebracht onder de titel Het meisje van de straat.

## Verhaal
De Duitse hertog Karl von Arnim werkt in Parijs als diplomaat. Als hij ontdekt dat zijn verloofde Diane des Granges hem heeft bedrogen, zegt hij liever met een burgervrouw te trouwen dan met haar. Diane huurt vervolgens de Spaanse nachtclubzangeres Nanon del Rayon in. Ze laat Nanon zich voordoen als een klassiek geschoolde zangeres en regelt een afspraak tussen haar en Karl.

## Rolverdeling
| Acteur            | Personage                |
| ----------------- | ------------------------ |
| Lupe Vélez        | Nanon del Rayon          |
| Jetta Goudal      | Gravin Diane des Granges |
| Albert Conti      | Baron Finot              |
| George Fawcett    | Baron Haussmann          |
| Henry Armetta     | Papa Pierre              |
| William Bakewell  | Pianist                  |
| Franklin Pangborn | Monsieur Dubrey          |
| William Boyd      | Graaf Karl von Arnim     |